# Rezervația naturală „Peretele înalt”
Coordonate: 47.834° N, 16.048° O

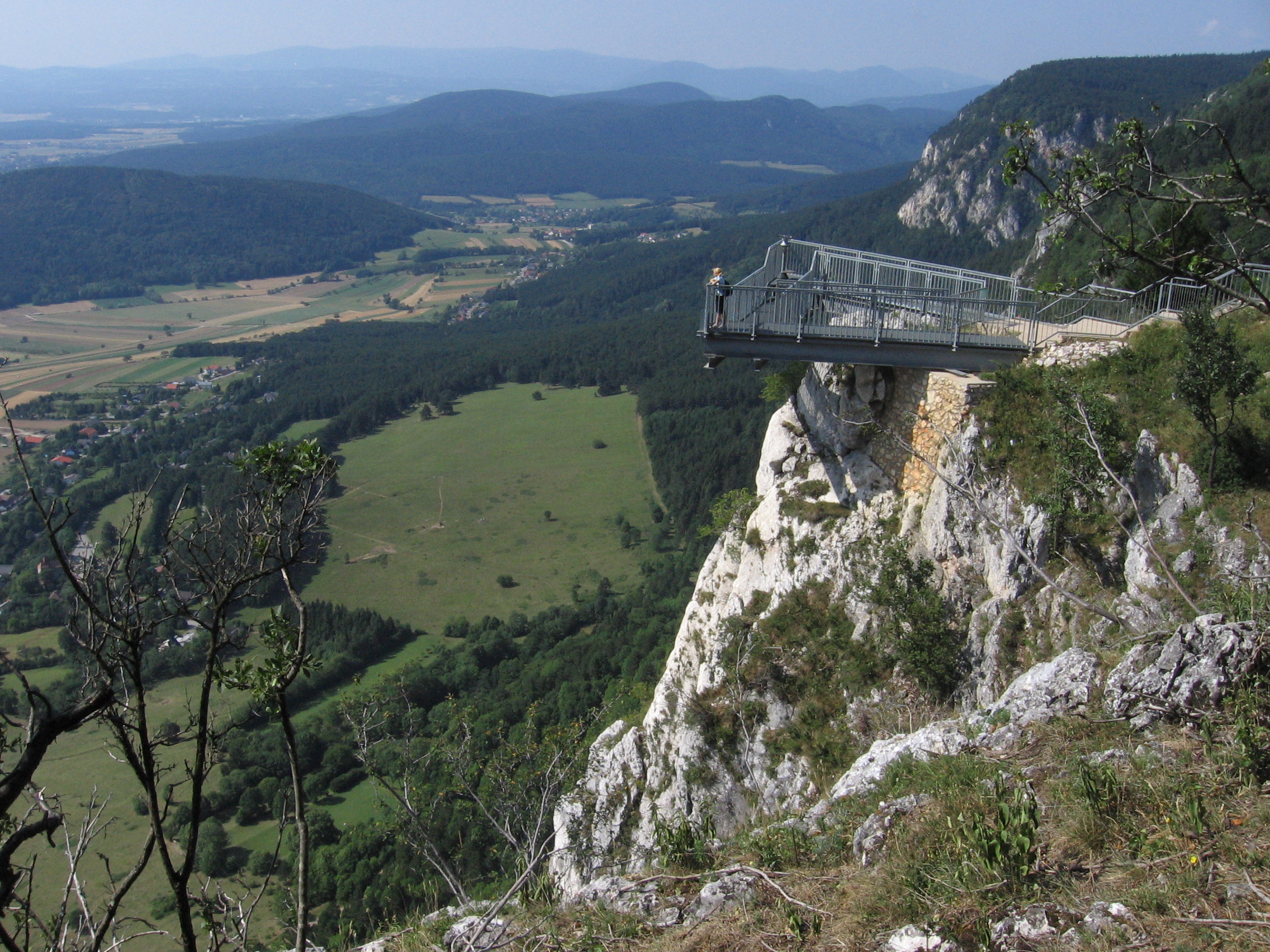
„Peretele înalt”

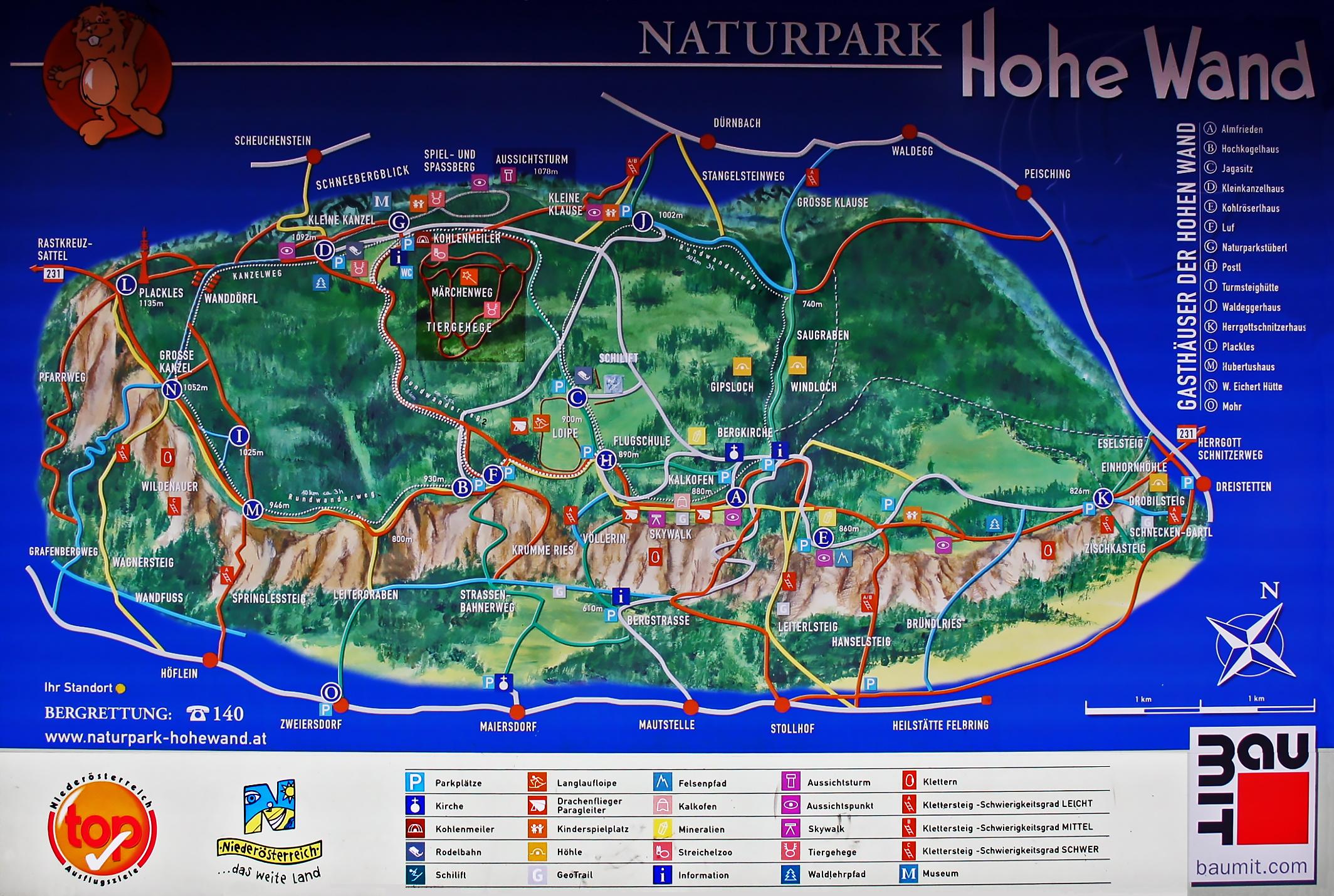
Hartă

Rezervația naturală „Peretele înalt” (germană Naturpark Hohe Wand) este un parc național în Niederösterreich (Austria Inferioară) situat în regiunea de trecere a Alpilor spre Câmpia Panoniei și Depresiunea Vienei. In zona aceasta predomină rocile calacaroase. In rezervație se poate după perceperea unei taxe intra în anumite zone cu mașina.

## Atracții turistice
„Peretele înalt” este un platou stâncos înalt  împădurit, spre sud-est cu abisuri abrupte cu adâncimi de 200 - 230 de m. Caracterul rocilor a permis apariția fenomenelor carstice manifestate prin prezența unui număr mare de peșteri ca Einhornhöhle, Dreistetten.